# Espace Killy

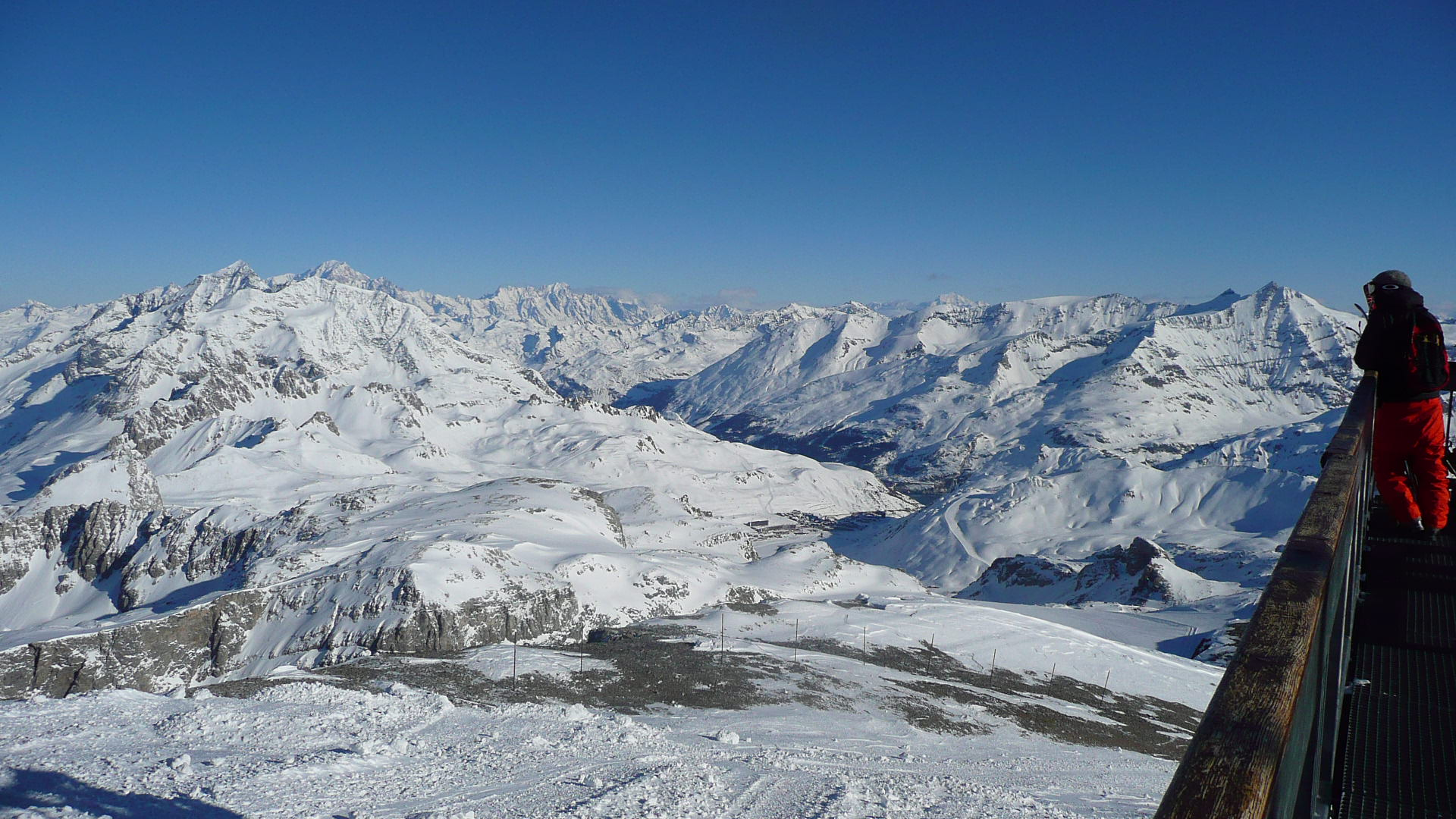
Visione del comprensorio.

Espace Killy è un comprensorio sciistico francese formato dalle due stazioni sciistiche di Tignes e Val-d'Isère.
Intitolato a Jean-Claude Killy, campione di sci di Val-d'Isère, si trova nel dipartimento della Savoia in Tarantasia e comprende 300 km di piste.